# ده‌مرغ
ده‌مُرغ یک روستا در ایران است که در شهرستان نهبندان استان خراسان جنوبی واقع شده‌است. ده‌مرغ ۵۵ نفر جمعیت دارد.

## جمعیت
این روستا در دهستان میغان قرار دارد و براساس سرشماری مرکز آمار ایران در سال ۱۳۸۵، جمعیت آن ۵۵ نفر (۱۳ خانوار) بوده‌است.